# L'isola sul tetto del mondo
L'isola sul tetto del mondo (The Island at the Top of the World) è un film del 1974 diretto da Robert Stevenson. È un film live action prodotto da Disney e tratto dal romanzo dello scrittore britannico Ian Cameron (alias Donald Gordon Payne) Il cimitero dei capodogli (The Lost Ones, 1961).

## Trama
Il benestante londinese sir Anthony Ross, dopo aver ricevuto la notizia che il figlio Donald è scomparso nel corso di un viaggio esplorativo nella parte settentrionale della Groenlandia, è costretto a organizzare una spedizione per ritrovarlo a tutti i costi. A seguirlo nelle ricerche il professor Ivarsson, esperto in geologia e in culture primitive, e il capitano Brieux, inventore e costruttore di un singolare dirigibile, l'Hyperion.
Da Londra, nel 1907, gli esploratori si trasferiscono velocemente a bordo del dirigibile del cap. Brieux per partire alla volta di Port Conger, un'estrema stazione esquimese nella zona dell'Artide. Preso a bordo Oomiak, un indigeno reduce dalla spedizione del disperso Donald, dopo una tempesta e un atterraggio di fortuna, il gruppo di sir Anthony raggiunge un'amenissima terra circondata da ghiacci mai vista prima e mai segnalata in nessuna delle cartine esistenti. Il clima di quella terra è piuttosto mite a causa di fenomeni vulcanici e gli individui abitanti l'isola sono discendenti dei vichinghi.
La diffidenza della popolazione verso i nuovi arrivati rende l'impresa molto avventurosa, scatenando l'ira di Godi, un sacerdote-stregone. Ciò nonostante Donald viene ritrovato e recuperato insieme alla bella moglie Freyia. Il viaggio di ritorno viene effettuato senza il prof. Ivarsson, che rimane sull'isola affascinato da quel meraviglioso luogo. Sir Anthony, Donald, Freyia e Oomiak ripartono in pace promettendo al popolo di non far parola a nessuno dell'esistenza di quel mondo.

## Critica
Fantafilm lo definisce un'"avventura per famiglie nello stile della Walt Disney che evoca situazioni alla Jules Verne o alla H. R. Haggard".

## Distribuzione
È stato distribuito in DVD nelle collane Cineclub Classico della Golem Video e Sci-Fi d'Essai della Sinister Film.